# Peter Ferdinand von Österreich-Toskana

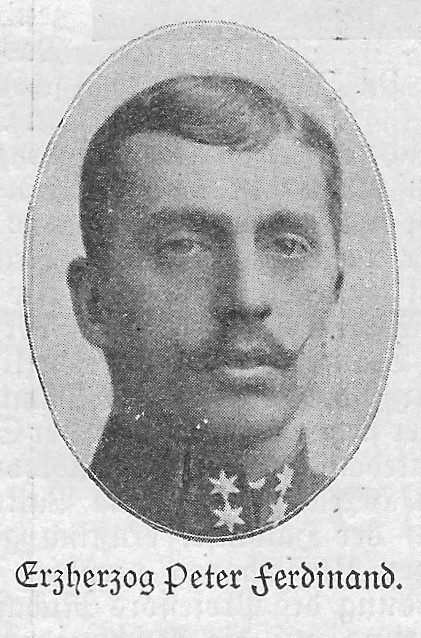
Erzherzog Peter Ferdinand von Österreich-Toskana

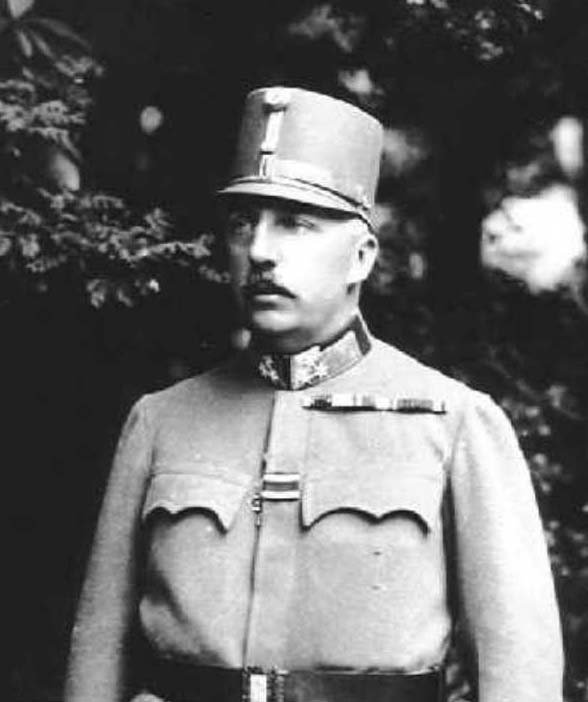
Erzherzog Peter Ferdinand von Österreich-Toskana

Peter Ferdinand Salvator Karl Ludwig Maria Joseph Leopold Anton Rupert Pius Pancraz von Österreich-Toskana (* 12. Mai 1874 in Salzburg; † 8. November 1948 in St. Gilgen) aus dem Hause Habsburg-Lothringen war ein Erzherzog von Österreich und General der k. u. k. Doppelmonarchie.

## Leben
Peter Ferdinand war der dritte Sohn des vormaligen Großherzogs Ferdinands IV. von Toskana (1835–1908) aus dessen Ehe mit Alix (1849–1935), Tochter des Herzogs Karl III. von Parma. Nach seiner Vermählung bewohnte Peter Ferdinand ab 1900 die Räumlichkeiten der gewesenen Kronprinzessin Stephanie in der Wiener Hofburg.
Im Anschluss an seine militärische Ausbildung wurde Peter Ferdinand 1908 als Oberst Inhaber des Infanterieregiments Nr. 66. Am 1. Mai 1911 wurde er zum Generalmajor und am 23. April 1914 zum Feldmarschallleutnant befördert. Zu Beginn des Ersten Weltkrieges im August 1914 war er Kommandant der 25. Infanteriedivision, mit der er im Verband des k.u.k. II. Korps in Galizien und Südpolen kämpfte. General Moritz von Auffenberg stellte später fest, dass Peter Ferdinand durch sein Disponieren in der Schlacht von Komarów die Einkesselung der 5. russischen Armee verhinderte. Im Juni 1915 wurde Peter Ferdinand seines Kommandos enthoben, die 25. Division übernahm Generalmajor Joseph Poleschensky.
Am 17. April 1917 zum General der Infanterie befördert und wieder in Dienst gestellt, wurde Peter Ferdinand Kommandant einer Korpsgruppe an der Italienfront. Er verteidigte zunächst den Hochgebirgsabschnitt am Ortler, im Oktober 1917 deckte seine Korpsgruppe an der Kärntner Westfront den Aufmarsch der 14. Armee zur 12. Isonzoschlacht. Am 15. August 1918 wurde seine jetzt im Trentino stehende Korpsgruppe in V. Armeekorps umbenannt. In den letzten Kriegstagen befehligte er ab 26. Oktober 1918 stellvertretend für Feldmarschall Krobatin die 10. Armee in Trient.
Erzherzog Peter Ferdinand war der einzige Sohn von  Ferdinands IV. von Toskana (1835–1908), der nicht sofort aus dem Erzherzogshaus verstoßen wurde, und der einzige, der vor 1920 die nach geltendem Recht vorgeschriebene Erklärung, das sogenannte Habsburgergesetz, nicht unterzeichnete. Peter Ferdinand und seine Frau Maria Christina verließen Österreich, ließen sich in Luzern in der Schweiz nieder und mieteten eine Villa außerhalb der Stadt. Sowohl die Eltern als auch die Kinder verwendeten das Pseudonym „von Wickwitz“. 
Nach 1935, als das Gesetz über das Exil der Habsburger aufgehoben wurde, kehrte er nach Österreich zurück.  
Der Erzherzog galt als künstlerisch begabt und lebte nach dem Krieg in Luzern. 1935 kehrte er wieder nach Österreich zurück. Peter Ferdinand starb 74-jährig in St. Gilgen und wurde auf dem dortigen Friedhof bestattet. 
1945 wurde das Gesetz über das Exil der Habsburger wieder eingeführt, und Peter Ferdinand blieb in Österreich und verzichtete gemäß dem „Habsburgergesetz“ auf seine dynastischen Rechte.
In jedem Fall, als Otto von Habsburg als Oberhaupt des gesamten ehemaligen Herrscherhauses Habsburg-Lothringen im Jahr 1961 auf seine dynastischen Rechte und politischen Ansprüche verzichtete, hatten alle männlichen Nachkommen Leopold II., des letzten tatsächlich regierenden Großherzogs der Toskana, schon lange zuvor auf ihre dynastischen Rechte und Titel verzichtet. 

## Ehe und Kinder

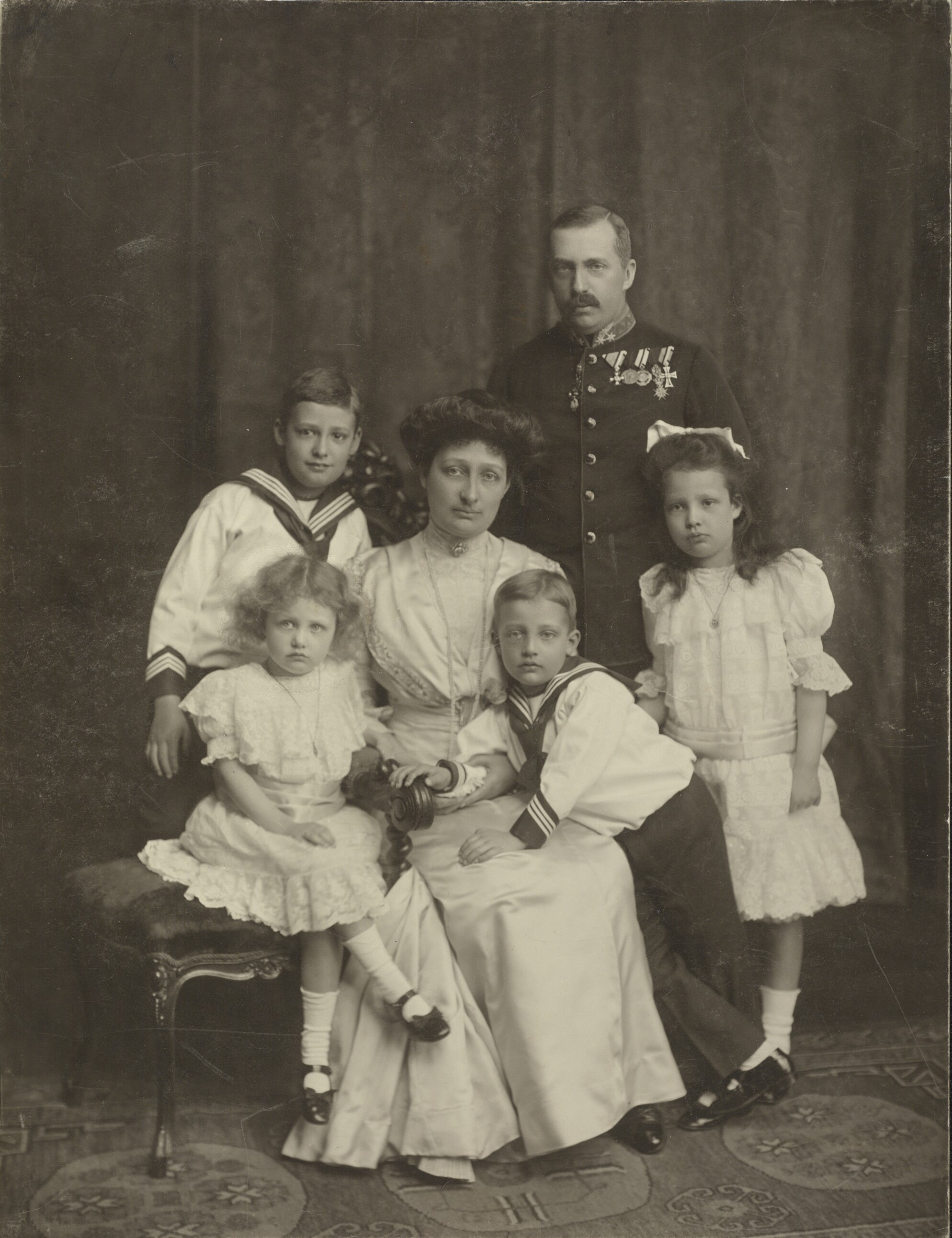
Peter Ferdinand von Österreich-Toskana mit seiner Frau und den vier Kindern, um 1909

Peter Ferdinand heiratete am 8. November 1900 in Cannes Maria Christina (1877–1947), Tochter des Prinzen Alfons Maria von Neapel-Sizilien, Graf von Caserta, mit der er folgende Kinder hatte:
- Gottfried (1902–1984)

⚭ 1938 Prinzessin Dorothea von Bayern (1920–2015)
- Helene (1903–1924)

⚭ 1923 Herzog Philipp II. Albrecht von Württemberg (1893–1975)
- Georg (1905–1952)

⚭ 1936 Gräfin Marie Valerie von Waldburg zu Zeil und Hohenems (1913–2011)
- Rosa (1906–1983)

⚭ 1928 Herzog Philipp II. Albrecht von Württemberg (1893–1975)

## Österreichische Militärauszeichnungen (Stand 31. Dez. 1918)
- Mobilisierungskreuz 1912/13
- Militär-Jubiläumskreuz 1908
- Militär-Jubiläumsmedaille 1898
- Dienstzeichen für Offiziere III. Klasse
- Militärverdienstkreuz III. Klasse
- Leopoldorden Ritterkreuz, Kriegsdekoration mit Schwertern
- Orden der Eisernen Krone Ritter I. Klasse, Kriegsdekoration mit Schwertern
- Leopoldorden I. Klasse, Kriegsdekoration mit Schwertern
- Ritterorden vom Goldenen Vlies